# Okot Odiambo
Okot Odhiambo (también conocido como Two Victor, su indicativo de radio) fue uno de los líderes del Ejército de Resistencia del Señor (ERS), un grupo rebelde ugandés que opera en el Parque nacional Garamba en la República Democrática del Congo. Odiambo estaba entre las cinco personas que la Corte Penal Internacional (CPI) emitiera sus primeras órdenes de arresto en 2005, por presuntos crímenes de guerra y crímenes de lesa humanidad. En 2009,  anunció su intención de desertar del ERS y volver a Uganda si el gobierno estaría de acuerdo de que no lo entregasen al CPI.

## Ejército de Resistencia del señor
Se ha reportado que Odiambo era el vice-comandante del ejército y miembro del "Altar de Control", el núcleo central de liderazgo responsable de diseñar e implementar estrategias del ERS. Se cree que pasó a ser el números dos del grupo tras la (presunta) muerte de Vincent Otti en octubre de 2007.

### Acusación por la Corte Penal Internacional
El 8 de julio de 2005, el ICC emite una orden de arresto para cinco comandantes del ERS, entre ellos a Odiambo. La corte dictaminó que no había motivos razonables para creer que Odhiambo había ordenado la comisión de crímenes de guerra y crímenes de lesa humanidad. El procesamiento afirma que Odiambo encabezó varias masacres y mandó ataques en contra dos campamentos de desplazados internos en 2004, en la que más de 300 personas murieron calcinadas, acribilladas y apuñaladas, y varios niños fueron secuestrados. Odiambo fue acusado con tres cargos de crímenes de lesa humanidad (asesinato y esclavitud) y siete cargos de crímenes de guerra (asesinato, liderar ataques intencionales a la población civil, saqueo, y uso militar de niños) en relación con los dos ataques.
De acuerdo cona la orden de arresto del ICC, Odiambo ha sido descrito por exmiembros y ex-comandantes del ERS como un "cruel asesino", como "el que mató a la mayoría", y como "un hombre amargado que matará a cualquiera que se le oponga".

### Deserción del ERS
En abril de 2008, se reportó que Odiambo y otros ocho miembros del ERS fueron asesinados por su líder, Joseph Kony durante una disputa sobre una propuesta de un tratado de paz. Sin embargo, el 29 de enero de 2009, Odhiambo dijo que había sufrido una herida de bala grave durante un enfrentamiento con fuerzas del ejército ugandés y desertó del ERS. La Agence France-Presse dijo "hemos solicitado un corredor de seguridad. Quiero irme. Estoy cansado de ir arriba y abajo todo el tiempo." Contactó con la Organización Internacional para las Migraciones en busca de un paso seguro hacia Uganda, junto con otros 45 rebeldes y 10 rehenes, pero dijo no se iba rendir hasta que le garantizaran de que no iba a ser entregado al CPI. El gobierno de Uganda indicó que intentará someterlo a juicio en una corte nacional, en lugar de enviarlo al CPI.
El Arzobispo católico de Gulu, John Baptist Odama, dijo la deserción podría revivir esperanzas de un fin pacífico al conflicto.  Sin embargo, la amnistía Internacional criticó a la Organización Internacional por facilitar la transferencia de Odiambo a Uganda en vez del CPI.
Un vocero del ERS rechazó los informes de la previa deserción de Odiambo, afirmando que la historia fue inventada por el ejército ugandés "para crear la discordia y el peligro para los militantes del ERS".
En febrero de 2014, se informó que Odiambo había sido asesinado en octubre de 2013. Su cadáver fue encontrado a través de coordenadas de GPS proporcionado por el hombre que lo enterró después de su muerte y posteriormente desertó al UPDF. Su cuerpo fue exhumado el 20 de marzo de 2015, y enviado a Entebbe, Uganda para confirmar su identidad.